# Apanteles dictys
Apanteles dictys är en stekelart som beskrevs av Nixon 1965. Apanteles dictys ingår i släktet Apanteles och familjen bracksteklar. Inga underarter finns listade i Catalogue of Life.